# آن هولتون
آن هولتون (بالإنجليزية: Anne Holton)‏ هي قاضية ومحامية أمريكية، ولدت في 1 فبراير 1958 في روانوك في الولايات المتحدة.